# Samal Saeed
Samal Saeed Mujbel Al-Mamoori (in arabo سامال سعيد مجبل‎?; al-Hilla, 27 maggio 1984) è un calciatore iracheno, difensore dell'Ql Quwa Al Jawiya.

## Carriera

### Club
Ha sempre giocato nel campionato iracheno.

### Nazionale
Esordisce in Nazionale maggiore nel 2005, venendo poi convocato per la Coppa d'Asia 2011.